# Emilia Llanos Medina
Pour les articles homonymes, voir Llanos (homonymie) et Medina.
Emilia Llanos Medina, née en 1885 à Villanueva del Arzobispo (province de Jaén) et morte en 1967 à Grenade, est une personnalité espagnole liée au poète Federico García Lorca. 
Fréquentant le monde littéraire de Grenade d'avant la guerre d'Espagne, proche du peintre Ismael González de la Serna et du musicien Manuel de Falla, elle est une figure du célèbre ancien Café Alameda de Grenade. 

## Biographie
Son père, Arturo Llanos Baeza, capitaine de la Garde civile, et sa mère, Angeles Medina Huete, sont tous deux originaires de Grenade. Elle a un frère, Manuel Llanos Medina (militaire) et une sœur, Concha.
La maison familiale, située entre l'Alhambra et le Generalife, l'ouvre à l'environnement artistique de la ville, et en 1915, elle rencontre le jeune peintre Ismael de la Serna, assidu visiteur du Generalife. Ils deviennent amis.
Un jour de la fin du mois d'août 1918, Ismael lui rend visite accompagné de Federico García Lorca, qui vient de publier son premier livre, Impressions et paysages, dont la couverture est illustrée par Ismael. Le lendemain, le jeune poète revient chez elle pour lui offrir un exemplaire. Ils deviennent très proches. 
Emilia se rend souvent à la Huerta de San Vicente, la propriété des García Lorca. Federico lui dédie des livres et des dessins et lui présente les personnalités de l'époque, comme Juan Ramón Jiménez et Zenobia Camprubí. Emilia entre dans les cercles artistiques de Grenade, comme celui du Carmen de la Antequeruela du musicien Manuel de Falla, du café le Polinario de Don Antonio Barrios, père d'Ángel Barrios. Elle se rend aux concerts d'Andrés Segovia à l'hôtel Alhambra Palace,. Elle participe au concours de Cante jondo en 1922. Et surtout, elle fréquente le café Alameda dont elle devient l'une des personnalités les plus assidues : le peintre Manuel Ángeles Ortiz la considère, avec Emilia Aragon et Emilia Dávila, comme l'une des muses du Rinconcillo. 
De son côté, Ismael de la Serna l'encourage à voyager, par exemple à Madrid et à Paris. En 1923, elle visite Barcelone, accompagnée de son amie Emilia Aragon Pineda, et fait la connaissance d'Adolf Mas dont elle sera l'amie jusqu'à la mort du photographe en 1936.

### La mémoire de Federico García Lorca
Lors des événements d'août 1936, avant son assassinat, Federico García Lorca pense s'abriter dans la maison de son amie Emilia. Il choisit finalement de se réfugier dans celle de Luis Rosales. 
Quand l'arrestation du poète est connue, la famille García Lorca demande à Emilia de trouver de l'aide auprès de Manuel de Falla. Pensant qu'il est déjà mort, à la suite des fausses informations des phalangistes, elle ne l'a pas fait. Elle se sentira coupable durant le reste de sa vie.
Lorsque l'écrivain Agustín Penón arrive Grenade en 1955 pour poursuivre des recherches sur l'assassinat de Federico García Lorca, il rencontre tout de suite Emilia. Elle lui présente les livres, les photographies et la correspondance du poète. Une amitié se noue autour du souvenir de García Lorca. Emilia lui avoue avoir été tombée amoureuse du poète.
C'est Emilia qui accompagne Penón à Víznar et à Alfacar, sur les traces des lieux de l'assassinat et son témoignage reste essentiel dans les études et recherches autour du poète.